# Raorchestes bobingeri
Raorchestes bobingeri é uma espécie de anfíbio da família Rhacophoridae.
É endémica da Índia.
Os seus habitats naturais são: regiões subtropicais ou tropicais húmidas de alta altitude.
Está ameaçada por perda de habitat.